# Маленькая торжественная месса
Маленькая торжественная месса (фр. Petite Messe solennelle) — сочинение Джоакино Россини. Существует в двух версиях – камерной (1863) и оркестровой (1867).
Маленькая торжественная месса была написана в Пасси спустя более чем 20 лет после его предыдущей крупной работы, «Stabat mater», и почти 35 лет спустя после завершения оперной карьеры.
Структура произведения основана на традиционном тексте католической мессы, в который композитором позднее (вероятно, в 1866 году) был добавлен гимн O salutaris hostia на слова Фомы Аквинского:
1. Kyrie
2. Gloria
3. Credo
4. Preludio religioso (инструментальная интерлюдия)
5. Sanctus
6. Benedictus
7. O salutaris hostia
8. Agnus Dei

Общая продолжительность звучания около 90 минут.
Оригинальная версия написана Россини для подчёркнуто камерного состава: 12 певцов (согласно ремарке композитора, по числу апостолов) — восемь хористов и четыре вокалиста (сопрано, меццо-сопрано, тенор и баритон), обязанные в свободное от собственного соло время петь хоровые партии, а также удвоенная партия фортепиано и фисгармония (работы А. Ф. Дебена). На титульном листе композитор написал:

Боже милосердный, вот она и закончена, эта бедная маленькая месса. Благословенная ли у меня получилась музыка или про́клятая? Ты ведь знаешь, я рождён для оперы-буфф! Немного уменья, чуть-чуть души — всё тут. Будь же прославлен и ниспошли мне рай.
Оригинальный текст (фр.)Bon Dieu; la voilà terminée, cette pauvre petite messe. Est-ce bien de la musique sacrée que je viens de faire, ou bien de la sacré musique ? J'étais né pour l'opera buffa, tu le sais bien ! Peu de science, un peu de cœur, tout est là. Sois donc béni et accorde-moi le Paradis.

По мнению специалистов, на обращение Россини к духовной музыке повлияло его сближение и сотрудничество в Париже с Луи Нидермайером, руководителем Школы церковной музыки, умершим в 1861 году; Россини даже вставил в своё сочинение прямую цитату из мессы Нидермайера. Отмечается также, что первое исполнение Маленькой торжественной мессы состоялось день в день спустя три года после смерти Нидермайера.
В 1866—1867 гг. Россини оркестровал свою мессу — по собственному признанию композитора, из опасений, что это сделают за него и не в соответствии с его собственным вкусом:

Как только найдут её в моём наследии, явится господин Сакс со своим саксофоном или господин Берлиоз с другими великанами современного оркестра, захотят инструментовать мою мессу и убьют этим несколько моих вокальных голосов, а заодно благополучно прикончат и меня самого. Ибо я всего лишь бедный мелодист! Вот потому я и занимаюсь тем, что пишу к моим хорам и ариям сопровождение в органной манере, то есть для струнного квартета и нескольких скромно выступающих духовых инструментов, которые не заглушат моих бедных певцов.

Первое исполнение первоначальной редакции состоялось 14 марта 1864 года в домашней часовне графов Пийе-Виль (графине Луизе Пийе-Виль месса была посвящена); композитор, накануне посетивший генеральную репетицию, отсутствовал. Солировали Карлотта и Барбара Маркизио, Итало Гардони и Луиджи Аньези; партию первого фортепиано исполнял Жорж Матиа, второго — Андреа Перуцци, партию фисгармонии — 18-летний Альбер Лавиньяк; хор в действительности состоял из 15 (а не восьми) студентов Парижской консерватории, руководил им Жюль Коэн. В узком кругу слушателей присутствовали видные французские композиторы: Амбруаз Тома, Даниэль Обер и Джакомо Мейербер, последний сразу же после премьеры направил Россини восторженное письмо со словами:

Дай вам Бог дожить до ста лет, чтобы вы могли создать еще несколько подобных шедевров, и дал бы Он мне тоже прожить столько же, чтобы я мог восхититься этими новыми произведениями вашего бессмертного гения!

Итальянский музыкальной критик Филиппо Филиппи отмечал: «Россини превзошёл самого себя… Фуга достойна Баха по своей изощрённости». В то же время широко распространилась шутка, приписываемая Наполеону III и гласившая, что Маленькая торжественная месса и не мала, и не торжественна, и не слишком месса (то есть не годится для литургических целей: в католицизме действовал запрет на пение женщин в церкви).
Оркестрованная версия была впервые исполнена уже после смерти композитора, 28 февраля 1869 года, и приурочена ко дню рождения Россини. Импресарио Морис Стракош, приобретший у вдовы Россини права на исполнение мессы, не только организовал этот концерт, но и в самом скором времени провёз произведение по многим европейским городам.